# Norfolk County (Ontario)

Lage von Norfolk in Ontario

Norfolk County ist eine Gemeinde am Eriesee in der kanadischen Provinz Ontario. Entgegen ihrem Namen ist es kein County. Norfolk umschließt die Stadt Simcoe, welche den Verwaltungssitz bildet. Die anderen Bevölkerungszentren sind Port Dover, Delhi, Waterford und Port Rowan, und es gibt viele kleinere Siedlungen. Für einige Jahre im späten 20. Jahrhundert war Norfolk County mit Haldimand County zusammengelegt, aber die fusionierte Einheit wurde im Jahr 2000 aufgelöst.

## Geschichte
Norfolk County wurde ursprünglich im Juli 1792 als Wahlkreis eingerichtet, um ein Mitglied in die neue Legislativversammlung von Oberkanada entsenden zu. 1974 wurde Haldimand County mit Norfolk County zur Regional Municipality of Haldimand-Norfolk zusammengelegt. In seiner heutigen Form existiert Norfolk County seit dem Jahr 2001. 

## Bevölkerung
Die Einwohnerzahl lag zum Zeitpunkt der Volkszählung 2016 bei 64.044. Von der Bevölkerung waren 95,4 % Weiße, 2,8 % amerikanische Ureinwohner, 0,9 % Schwarze und 0,9 % Asiaten.